# En köpfri dag
En köpfri dag (engelska: Buy Nothing Day) är en internationellt uppmärksammad dag. I Kanada, USA, Storbritannien och Sverige uppmärksammas dagen efter helgen Thanksgivingtorsdagen. I övriga Europa infaller dagen den sista lördagen i november varje år, så var tidigare fallet även i Sverige, innan dagen flyttades till samma dag som Black Friday år 2016. Man deltar genom att inte handla något alls på 24 timmar, som en protest mot konsumtionssamhället. Det är vanligt att det utförs politiska aktioner och manifestationer denna dag för att ifrågasätta konsumismen. Valet av datum är på grund av att det är då julhandeln brukar starta.
Talesperson för kampanjen En Köpfri Dag i Sverige från och med 2016 och fram till 2018 var  föreningen Medveten Konsumtion.
Dagen uppmärksammades första gången 1992 i Vancouver i Kanada, då i september månad."

### Fotnoter
1. ↑  Göran Hådén (25 augusti 2016). ”En köpfri dag vs. Black Friday”. En köpfri dag. https://enkopfridag.wordpress.com/2016/08/25/en-kopfri-dag-vs-black-friday/. Läst 18 maj 2021.
2. ↑  ”Medveten Konsumtion - våra projekt/tidigare projekt”. Arkiverad från originalet den 21 juni 2021. https://web.archive.org/web/20210621121240/https://medvetenkonsumtion.se/vara-projekt/tidigare-projekt/. Läst 17 december 2021.
3. ↑  Buy Nothing Day 2006 press release Arkiverad 19 december 2007 hämtat från the Wayback Machine.